# Скухров (Јаблонец на Ниси)
Скухров (чеш. Skuhrov) је насељено мјесто са административним статусом сеоске општине (чеш. obec) у округу Јаблонец на Ниси, у Либеречком крају, Чешка Република.

## Становништво
Према подацима о броју становника из 2014. године насеље је имало 541 становника.